# Berengaria von Portugal

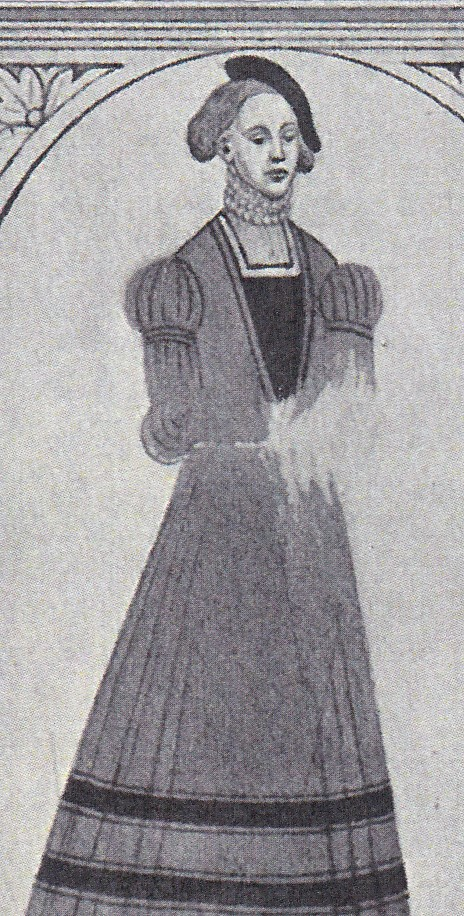
Berengaria (Wandmalerei um 1550 in der St.-Bendts-Kirche in Ringsted)

Berengaria, portugiesisch Berenguela, dänisch Bengierd (* um 1197; † 27. März 1221 in Ringsted, Dänemark) war durch Geburt eine portugiesische Infantin und durch ihre Heirat mit König Waldemar II. von 1214 bis 1221 Königin von Dänemark.

## Leben
Berengaria war eine Tochter des portugiesischen Königs Sancho I. und dessen Gattin Dulce von Barcelona. Ihr genaues Geburtsdatum ist nicht bekannt. Ihre Mutter starb bereits 1198. Nach dem Tod ihres Vaters 1211 folgte ihr Bruder Alfons II. auf den portugiesischen Thron. Dieser versuchte, seine Geschwister um ihr väterliches Erbe zu bringen. Ein anderer Bruder Berengarias, Ferdinand, war durch die Ehe mit Johanna von Flandern seit 1212 Graf von Flandern. Bei ihm hielt Berengaria sich vermutlich vor ihrer Hochzeit auf, denn die Quellen bezeichnen sie als „Graf Ferrandos Schwester“.
Möglicherweise arrangierte Ferdinand die Ehe seiner Schwester Berengaria mit dem dänischen König Waldemar II., weil er diesen in sein gegen den französischen König Philipp II. August gerichtetes Bündnis mit König Johann Ohneland von England und Kaiser Otto IV. ziehen wollte. Die in einer niederländischen Quelle, den Reineri Annales, und dem dänischen Valdemarårbog erwähnte Hochzeit Berengarias und Waldemars II. fand im Mai 1214 statt.
Die von Waldemar II. seiner Gattin zugestandene Morgengabe, deren Umfang nicht bekannt ist, wurde von den Päpsten Innozenz III. und Honorius III. bestätigt. In einem 1216 auf der Insel Samsø ausgestellten königlichen Diplom erscheint Berengaria als Urkundenzeugin. Offenbar machte die bereits 1221 verstorbene Königin auch Schenkungen an Kirchen, da diese Stiftungen ebenso wie ihre Krone von dem 1225 vereinbarten Lösegeld für die Freilassung des damals in Gefangenschaft befindlichen Waldemar II. ausdrücklich ausgenommen waren.

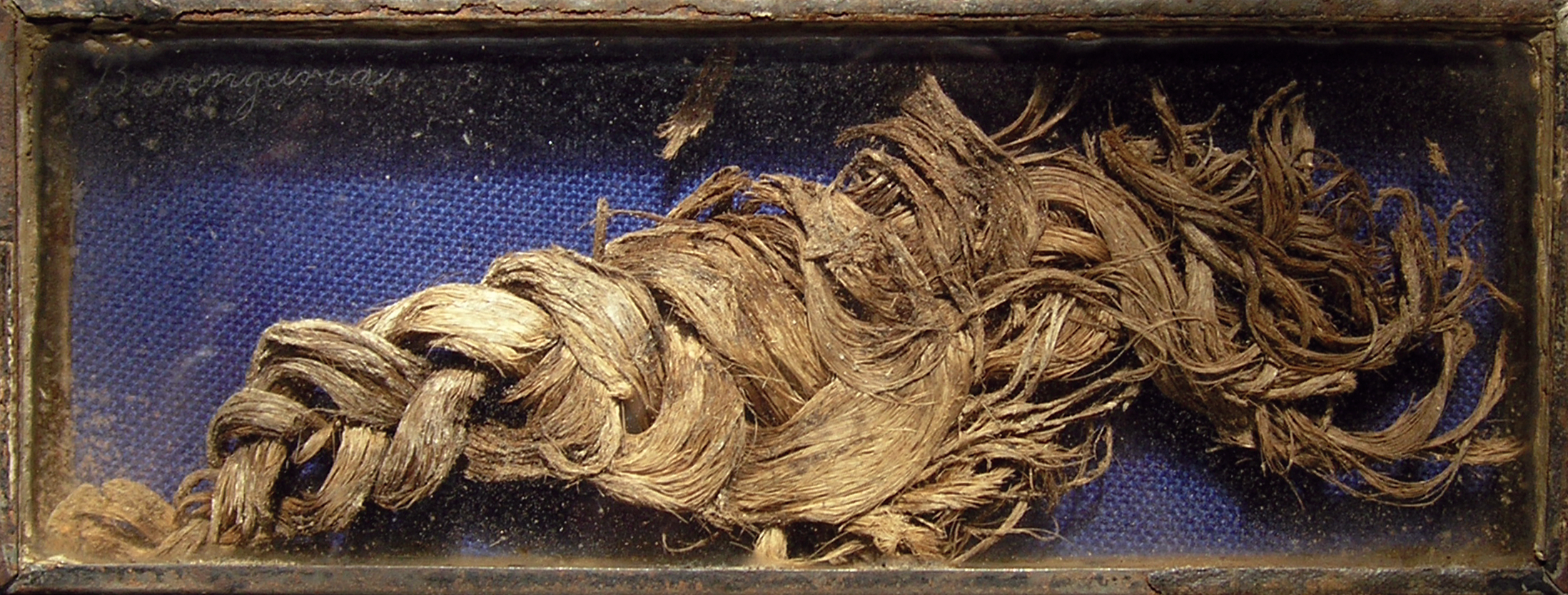
Berengarias Zopf im Museum in der St.-Bendts-Kirche in Ringsted

Berengaria liegt in der St.-Bendts-Kirche in Ringsted begraben, an der Seite ihres Mannes und ihrer Vorgängerin, Waldemars erster Frau Dagmar. Bei der Öffnung der königlichen Gräber in Ringsted im Jahr 1855 wurde auch Berengarias Grab entdeckt, in dem das Skelett eine etwa 160 cm großen Frau mit schmalen Gesicht und langem blondem Zopf lag. Zudem haben sich Reste von Seidenkleidern erhalten.
Die Verbindung zwischen Dänemark und Portugal wurde 1229 durch die Ehe von Dagmars Sohn Waldemar mit Berengarias Nichte Eleonore erneuert.

## Nachkommen
Aus der Ehe mit Waldemar II. stammen vier Kinder, von denen die drei Söhne alle den dänischen Thron bestiegen.
- Erik IV. (1216–1250)
- Sophia (1217–1247) ⚭ Johann I. von Brandenburg
- Abel (1218–1252) ⚭ Mechthild von Holstein
- Christoph I. (1219–1259) ⚭ Margarete Sambiria von Pommern

## Rezeption
In der Volksüberlieferung wurden Waldemars beide Frauen als Gegenspielerinnen und Gegensätze dargestellt: Während Dagmar mild und gütig erscheint, soll Berengaria zwar schön, aber habgierig und hartherzig gegenüber ihren Untertanen gewesen sein, von denen sie nach Vorbild ihres Vaters hohe Abgaben verlangt habe. Dies wird auch auf ihre jeweiligen Söhne übertragen: In der bekannten Ballade Dronning Dagmar ligger udi Ribe syg („Königin Dagmar liegt in Ribe krank“) warnt Dagmar ihren Witwer noch auf der Totenbahre vor „Berngerd“ als „bitt’re Blume“ und dem Blutvergießen, dass deren verräterische Söhne über Dänemark bringen würden. Laut dem Historiker Arild Huitfeldt, der diese Überlieferungen im 16. Jahrhundert aufzeichnete, nannte man deshalb eine böse Frau „Bengierdt“. Ob diese erst mehrere Jahrhunderte nach Berengarias Lebzeiten festgehaltenen Überlieferungen den Tatsachen entsprachen, ist zweifelhaft.